# 越後長岡藩の慶応改革
越後長岡藩の慶応改革（えちごながおかはんのけいおうかいかく）は、慶応年間に、越後長岡藩の一代家老に抜擢された河井継之助が藩主牧野忠恭、牧野忠訓の信任の下に行った改革。

## 概要
改革内容は、藩学の一本化や装備の旧式廃止及び西洋式への刷新、風俗矯正などがあるが、藩士の石高平均化が著名である。
第一に、藩士の知行を100石より少ない者は加増し、100石より多い者は減知した。これは門閥の平均化を眼目とした改革である。家老首座連綿の稲垣平助家は2000石から500石とされ、改革を主導した河井継之助を深く恨んだと云われる。他方、家臣中次席の家柄である山本帯刀はこの改革を支持して協力した。
この改革は門閥を弱体化させ、相対的に藩主の権威を増大させた。ただし、この改革は長岡藩の宝暦の制を明確に否定したものではないが、運用面でどのようなものとなっていたかは、幕末・維新の混乱期でもあり、確定したものは知られていない。
第二に軍制上、中央集権を進めて上級家臣が持つ陪臣と軍役を減らし、藩主（あるいは軍事総督）が強力な指導力を発揮できるようにした。
家老連綿5家（稲垣・山本・稲垣・牧野・牧野）、藩主牧野氏と兄弟分の契りを結んでいた由緒を持つ先法御三家（槙(真木)・能勢・疋田）、及び御落胤の家系九里氏等の高禄の藩士は大打撃を受けたが、軍役を大幅に免除されたために財政上は成り立つことはできたので、実収入には大きな変化がなかったとも云われる（標的とされた稲垣平助家だけは減知の幅があまりにも大きく、実収入でもかなりの減額となったとする指摘もある）。また、これらの家に仕えた陪臣の一部は長岡藩の直参となった。
越後長岡立藩以来、約250年間に、その上級家臣の中には、本家の家禄を割いて分家の分出を盛んに行った家とこれを嫌った家とがある。結果論ではあるが、この改革は、多くの分家を分出してその一族の総領となっていた藩士には有利に働き、分家の分出を行わずに惣領家に家禄を集中させていた藩士には不利に働いた。
しかし、河井継之助等の改革も、門閥を代表する稲垣平助茂光等から家老職や家老の家柄を取り上げることはできず、また藩祖以来から続く先法家を廃止することはできなかった。（先法の意義は、越後長岡藩の家臣団／先法（槙(真木)・能勢・疋田）を参照。軍制において、客将となるため、家老の支配・命令を受けない特徴がある）。
注：異に稲垣平助家は、2000石から400石となったと説明する書籍・文献等があるが、これは明らかな誤りである。維新後に、長岡藩が北越戦争により敗北して知行が約3分の1となった際、稲垣平助家の家督を相続した稲垣三郎（500石）が100石減知され、都合400石となったのが史実である。

## 藩学改革
長岡藩藩校崇徳館では初め古義学と徂徠学（古文辞学）、後に朱子学と古義学の2系統が並立して講義され、両派より都講や教授などが登用され、講堂も2つ設けられた。加えて江戸藩邸内にも藩校が置かれていた。河井は伊藤東獄が隠居したのを機に古義学を廃して藩学を朱子学に一本化した。
しかし、朱子学を教授する高野松陰は佐藤一斎の門下で朱子学講義のついでに陽明学を教授しており、実質的には朱子学と陽明学の並立という状況であった。

## 兵制改革
長岡藩では安政年間より兵制や兵器の改革が行われていたが、河井はこれをさらに進める。河井は従来の槍や刀の一掃及び西洋銃剣への変更を命じる。当然、これに対して藩士より反発が起こったが、河井はこれを説得。「死んでも使い慣れない武器を使用したくない」と主張する加藤一作以外の銃剣の使用を認めさせた。

## 家禄改革
藩政改革の仕上げとして、藩士の禄高を次のように定めた。
- 2000石→500石
- 1300石から1100石→400石
- 700石→300石
- 600石→200石
- 450石～300石→170石
- 280石～200石→150石
- 190石～150石並びに45人扶持→130石
- 140石～100石並びに38人扶持～28人扶持→100石
- 97石→100石
- 90石並びに25人扶持→95石
- 85石～80石→90石
- 75石並びに20人扶持→85石
- 67石～50石並びに17人扶持～14人扶持→80石
- 48石～40石並びに13人扶持～14人扶持→75石
- 38石～30石並びに9人扶持→65石
- 29石～24石並びに8人扶持～7人扶持→60石
- 22石～20石並びに18俵以下5人扶持→50石